# Ray Mercer
Raymond A. Mercer (ur. 4 kwietnia 1961 w Jacksonville) – amerykański bokser, mistrz olimpijski (Seul 1988) oraz zawodowy mistrz świata WBO (1991) w wadze ciężkiej; także zawodnik mieszanych sztuk walki (MMA) i K-1.

## Kariera sportowa

### Boks amatorski
Boks zaczął trenować dopiero w wieku dwudziestu kilku lat, gdy wstąpił do armii amerykańskiej. Był żołnierzem zawodowym (w stopniu sierżanta) stacjonującym w Niemczech. W 1988 roku został mistrzem amerykańskich sił zbrojnych oraz amatorskim mistrzem kraju w wadze ciężkiej. Dzięki temu wziął udział w kwalifikacjach do kadry narodowej na Igrzyska Olimpijskie. Wygrał je, pokonując m.in. dwóch późniejszych zawodowych mistrzów świata: Michaela Bentta i Tommy’ego Morrisona. Ostatecznie zdobył w Seulu złoty medal w wadze ciężkiej (do 91 kg), wygrywając wszystkie cztery walki przed czasem:
- 1. runda: wolny los
- 2. runda: Rudolf Gavenčiak (Czechosłowacja) RSC 3
- ćwierćfinał: Luigi Gaudiano (Włochy) KO 1
- półfinał: Arnold Vanderlyde (Holandia) RSC 2
- finał: Baek Hyun-man (Korea Południowa) KO 1

Bilans amatorskich walk Mercera to 68 zwycięstw i 6 porażek.

### Boks zawodowy
Wkrótce po swoim olimpijskim sukcesie odszedł z armii, aby rozpocząć profesjonalną karierę bokserską. Pierwszą zawodową walkę stoczył w lutym 1989 roku, wygrywając przez techniczny nokaut z Jessem McGhee (ówczesny bilans 5-2-0). Dwa lata później, wygrawszy 16 kolejnych walk (11 przed czasem), otrzymał szansę walki o mistrzostwo świata. 11 stycznia 1991 roku w Atlantic City pokonał Francesco Damianiego (27-0-0), zdobywając pas organizacji WBO. Mercer wyraźnie przegrywał walkę na punkty aż do 9. rundy, gdy znokautował Włocha pojedynczym lewym podbródkowym, łamiąc mu nos.
10 miesięcy później po raz drugi w karierze zmierzył się z Tommym Morrisonem (28-0-0) – tym razem w obronie pasa WBO. Morrison, który zdobył w międzyczasie popularność dzięki roli Tommy’ego Gunna w filmie Rocky V, przeprowadził zdecydowany atak w trzech pierwszych rundach, próbując bez powodzenia znokautować znanego z dużej odporności na ciosy Mercera. W końcu w 4. rundzie całkowicie opadł z sił i utracił inicjatywę. Niecałe 20 sekund po rozpoczęciu 5. rundy Mercer zdołał osaczyć go w narożniku ringu, po czym wyprowadził serię szesnastu celnych ciosów sierpowych i prostych. Ostatnich sześć zadał już w momencie, gdy zamroczony i bezbronny rywal leżał na linach. Dopiero wtedy sędzia Tony Perez przerwał walkę, a nieprzytomny Morrison upadł twarzą na deski ringu. Nokaut ten powszechnie uznawany jest za jeden z najbardziej brutalnych w historii wagi ciężkiej, a poczytny tygodnik Sports Illustrated określił ironicznie walkę jako "Rocky VI: Łomot".
Wkrótce po tryumfie nad Morrisonem Mercer zrezygnował z tytułu, aby podpisać lukratywny kontrakt na walkę z byłym dwukrotnym mistrzem świata Larrym Holmesem (53-3-0). Niepokonany Mercer był zdecydowanym faworytem i choć był bliski znokautowania przeciwnika w 1. rundzie, ostatecznie przegrał przez jednogłośną decyzję. 42-letni Holmes umiejętnie wykorzystał swe doświadczenie i przewagę zasięgu ramion, wypunktowując rywala lewymi prostymi. Zrezygnowany Mercer stwierdził po walce, że musi wrócić na salę treningową i "nauczyć się boksować".
Niespodziewana porażka z Holmesem okazała się punktem zwrotnym w karierze Mercera. Rok później, w 1993 roku doznał kolejnej bolesnej klęski. Przegrał przez jednogłośną decyzję ze stosunkowo mało znanym Jessim Fergusonem (18-9-0) w walce, której stawką było prawo zmierzenia się z Riddickiem Bowe o mistrzostwo WBA. Ferguson oskarżył ponadto Mercera, że ten w trakcie pojedynku kilkukrotnie proponował mu 100 000 dolarów łapówki w zamian za poddanie się. Choć przeanalizowane przez nowojorski sąd telewizyjne nagrania walki potwierdziły, że w jej trakcie bokserzy wielokrotnie się ze sobą komunikowali, nie znaleziono dostatecznych dowodów korupcji. Ostatecznie w 1994 roku Mercer został uniewinniony.
W następnych latach doznał dwóch kolejnych porażek, obu z wyżej notowanymi rywalami: w 1995 roku przez jednogłośną decyzję z Evanderem Holyfieldem (30-2-0), a w 1996 przez kontrowersyjną decyzję większości z Lennoxem Lewisem (28-1-0). Niepowodzenia te częściowo powetował sobie zwycięstwem na punkty nad byłym dwukrotnym mistrzem świata Timem Witherspoonem (45-4-0). Jednak wkrótce po tej walce, w 1997 roku zdiagnozowano u niego wirusowe zapalenie wątroby typu B, co na ponad rok wyłączyło go z uprawiania sportu.
Po powrocie na ring wygrał z rzędu sześć walk przez nokaut. Dzięki temu otrzymał po 10 latach drugą szansę walki o mistrzostwo świata WBO. 26 czerwca 2001 roku przegrał w Atlantic City przez techniczny nokaut w 6. rundzie z broniącym tytułu Ukraińcem Władimirem Kliczko (38-1-0). Była to jedna z ostatnich walk starzejącego się Mercera z wysoko notowanym przeciwnikiem. W 2005 roku zmierzył się jeszcze z późniejszym mistrzem świata WBO Shannonem Briggsem (42-4-1) i doznał drugiej przegranej przed czasem (KO w 7. rundzie). Porażka ta przerwała na ponad dwa lata bokserską karierę Mercera. Ostatnią walkę stoczył we wrześniu 2008 roku w Szwecji, gdzie pokonał przez decyzję byłego mistrza WBF, Holendra Richela Hersisię (30-2-0).

### K-1
W 2004 roku podpisał kontrakt z K-1 – największą organizacją kick-boxingu na świecie. W debiucie na gali K-1 World Grand Prix w Nagoi przegrał przez decyzję z ówczesnym wicemistrzem K-1 WGP Japończykiem Musashim. Swoją drugą i zarazem ostatnią walkę w K-1 stoczył w marcu 2005 roku w Seulu. Został wtedy pokonany w osobliwych okolicznościach przez mistrza K-1 Remy’ego Bonjasky’ego. Na samym początku 1. rundy Holender trafił Mercera kopnięciem okrężnym w głowę – był to pierwszy cios wyprowadzony w tej walce. Otrzymawszy go, Amerykanin odwrócił się do rywala plecami, za co był liczony przez sędziego do "8", po czym odmówił kontynuowania walki.

### Mieszane sztuki walki
W marcu 2007 roku Mercer podpisał kontrakt z organizacją Cage Fury Fighting Championships. Przewidywał on stoczenie nieoficjalnej, pokazowej walki na pełnych zasadach MMA przeciwko popularnemu streetfighterowi Kimbo Slice’owi. Doszło do niej w czerwcu w Atlantic City. Mercer przegrał przez duszenie gilotynowe w czasie 1 minuty i 12 sekund.
13 czerwca 2009 roku w wieku 48-lat stoczył na gali Adrenaline III: Bragging Rights w Birmingham swoją pierwszą oficjalną walkę MMA. Wygrał ją, sensacyjnie nokautując w ciągu zaledwie 9 sekund Tima Sylvię – byłego mistrza UFC w wadze ciężkiej.